# 托马斯·桑德斯特伦
托马斯·桑德斯特伦（瑞典語：Tomas Sandström，1964年9月4日—），瑞典男子冰球运动员。他曾代表瑞典参加1984年和1998年冬季奥林匹克运动会冰球比赛，其中1984年冬季奥运会获得一枚铜牌。